# 喬恩·布利昂
喬恩·布利昂（1963年12月11日—）是一位美國歌手、詞曲作者、多樂器演奏家、唱片製作人和作曲家。在他成為知名製作人和電影配樂作曲家之前曾和樂團The Excerpts、蝙蝠、直到周二和灰人一起演出
布利昂為包括Of Montreal、艾美·曼恩、Love Jones、Eels、費歐娜·艾波、艾略特·史密斯、羅比恩·希區柯克、瑞特·米勒、水晶療法、肯伊·威斯特、史蓋·芙蕾拉和麥克·米勒在內的藝術家和樂團製作了音樂。根據《立體膠》所述，布利昂在曼恩的第一張個人專輯中所做的工作「是為一種聲音奠定了基礎，而這種聲音在世紀之交成為了一系列著名替代行為的同義詞」。
布利昂配樂的電影包括《賭國驚爆》（1996年）、《心靈角落》（1999年）、《戀愛雞尾酒》（2002年）、《王牌冤家》與《心靈偵探社》（皆於2004年）、《紐約浮世繪》（2008年）、《派拉諾曼：靈動小子》（2012）、《淑女鳥》（2017年）和《摯友維尼》（2018）。他於2001年發行了首張個人專輯《毫無意義》。

## 早年經歷
布利昂於1963年12月11日出生於紐澤西州格侖里奇，來自一個音樂家庭，他的母親拉魯（LaRue）是行政助理兼歌手，而父親凱思·布利昂則是耶魯大學的樂團指揮，哥哥和姐姐分別成為了作曲家兼編曲家和小提琴家。布利昂在康乃狄克州長大，17歲時從哈姆登高中肄業，轉而選擇專業演奏音樂。1980至85年，布利昂與斯蒂芬·哈里斯（Stephen Harris）、迪安·法爾科內（Dean Falcone）、吉姆·巴爾加（Jim Balga）、鮑比·布徹（Bobby Butcher）和斯派克·普里根（Spike Priggen）一起組成了The Excerpts樂團。

## 事業

### 蝙蝠樂團
1980年代初，布利昂和音樂家兼製作人比爾·墨菲（Bill Murphy）在康乃狄克州紐哈芬開始合作寫作，最終他們招募了貝斯手唐「里夫」弗特曼（Don "Riff" Fertman）並一起組建了蝙蝠樂團（請勿將其與紐西蘭或南非的同名樂團混淆）蝙蝠樂團於1982年在古斯塔夫唱片公司發行了一張單曲《Popgun》和一張專輯《你怎麼流行？》。這些唱片獲得了一致好評，但在商業上卻收效甚微，最終讓這三人組解散了。

### 會話工作
1987年，布利昂搬到了波士頓，並在那裡進行了個人演出，組建了短暫的樂團世界博覽會（World's Fair），且成為艾美·曼恩的新浪潮樂團直到周二最後一次的巡演成員。他為水母的1993年專輯《覆水難收》演奏吉他，並在1994年與丹·麥卡羅爾（Dan McCarroll）、巴迪·賈奇（Buddy Judge）和前水母吉他手賈森·福克納一起加入了短暫的流行樂團灰人。他還在壁花的熱門歌曲《One Headlight》中擔任吉他手，並使用附近吉他音箱頂部的螺絲起子來滑音。布利昂在1996年由姍姆·菲利浦斯發行的《Omnipop》中演奏了多種樂器，在瑪莉安·菲絲佛2003年的專輯《Kissin Time》中擔任鍵盤手和鼓手，並為她的下一部作品，即2005年的《愛情毒藥》共同創作了一首名為《水晶城》（"City of Quartz"）的歌曲。

### 製作專輯
在布利昂被公認為是一位出色的錄音師之後，他開始製作當時女友曼恩的1993年個人首張專輯《Whatever》及其後續專輯《I'm with Stupid》。還製作了費歐娜·艾波、洛福斯·溫萊特、埃萊尼·曼德爾、瑞特·米勒、羅比恩·希區柯克、布拉德·梅爾道和埃文·丹多的專輯，並在2005年共同製作了肯伊·威斯特的《遲來的註冊》。
2002年秋天，布利昂開始與費歐娜·艾波合作製作專輯《超凡製造機》，但後來她請製作人麥克·埃利松多和布萊恩·克（布利昂的朋友）來完成專輯。布利昂的版本洩露到互聯網上，這張專輯在正式發行之前很久就已受到狂熱追捧。
布利昂為西恩·藍儂2006年的專輯《友誼之火》創作和表演了些曲目。藍儂說和他一起工作是「我想像中和王子一起工作的感覺。就像在你的房間裡有一個奇怪的外星神童。」
布利昂製作了英國流行音樂表演者蒂朵、Spoon和基音的唱片，以及2010年Of Montreal的《假行僧》。布利昂還製作了完美海岸樂團的第二張專輯，該專輯於2012年初發行。布利昂為說唱歌手麥克·米勒的專輯《游泳》（2018年）工作，並完成和其遺作《生生不息》（2020年）。
根據《立體膠》所述，布利昂在艾美·曼恩的第一張個人專輯中所做的工作「是為一種聲音奠定了基礎，而這種聲音在世紀之交成為了一系列著名替代行為的同義詞」。

### 《毫無意義》
布利昂於1997年與廠牌熔岩唱片和大西洋唱片簽約，但在上交個人首張專輯《毫無意義》後被解約。這張專輯於2001年獨立發行。2022年，在布利昂的批准下，這張專輯由Jealous Butcher唱片重新製作並重新發行。
據傳，他正在艾比路錄音室製作他的第二張個人完整專輯。

### 電影配樂
布利昂是一位多才多藝的電影作曲家，他剛開始時經常與導演保羅·湯瑪斯·安德森合作，並有著優良的工作關係。除了為他的許多電影配樂外，布利昂還為《不羈夜》貢獻了音樂，並在電影中客串了一位留著小鬍子的吉他手。
特別是在他的電影原聲帶中，布利昂因使用早期的模擬採樣樂器（尤其是錢柏林電子琴和奧普提根）來近乎真實的模擬某些樂器而聞名。
他憑藉1999年的《心靈角落》和2004年的《王牌冤家》獲得了格萊美獎最佳配樂專輯提名。
布利昂在最後一刻受聘為《同床異夢》配樂。他還為《心靈偵探社》、《戀愛雞尾酒》、《爛兄爛弟》（與克里斯·泰爾一起）、《派拉諾曼：靈動小子》、《戀愛離線中》、《紐約浮世繪》、葛莉塔·葛薇的《淑女鳥》和迪士尼的《摯友維尼》（與傑夫·澤內利一起）配樂並提供原創音樂。他還為《爛兄爛弟》DVD的音樂評論現場作曲。
他還與莎拉·賈菲（Sarah Jaffe）一起為皮克斯短片《一隻小藍傘》配樂。

## 巡迴演出和現場表演
布利昂以其在周五晚上於洛杉磯拉戈俱樂部定期演出而聞名，演出包括翻唱和原創歌曲、各種樂器以及偶爾的客座音樂家和喜劇演員。他的工作沒有固定列表，而是使用聽眾建議作為起點。他使用「拼圖」方式演奏歌曲，並使用循環系統錄製自己的歌曲，通常從鼓開始，然後加入鋼琴、貝斯、吉他和人聲。最近的節目中有創作歌手傑克遜·布朗、吉蓮·魏爾奇、歌手費歐娜·艾波、里基·李·瓊斯的即興表演，與正直的貝斯手斯蒂芬·帕特（Stephen Patt，前錢伯斯兄弟樂團成員）、打擊樂手麥特·張伯倫（多莉·艾莫絲）、貝斯手塞巴斯蒂安·斯坦伯格（前Soul Coughing樂團成員）和小提琴手莎拉·沃特金斯（尼克爾·克里克樂團成員）。
2006年4月，布利昂右手的肌腱炎反復發作，迫使他取消了所有在拉戈即將舉行的演出。作為暫時的「告別」，他只用左手進行了一場演出，甚至像平時那樣循環播放他的歌曲，用一根鼓棒打鼓。他重新開始在拉戈定期演出。
布利昂在與《芝加哥論壇報》音樂編輯婁卡洛佐（Lou Carlozo）回憶他在拉戈演出的方法時說：「我教我的手跟隨我腦海中出現的任何東西--無論我的意識走到哪裡，我都必須推動我的手去跟隨。在某種程度上，你不得不放棄對你的形象的任何關注。在沒有節目單的情況下進行表演：那很特別。」
2016年3月，布利昂分別在洛杉磯和紐約的艾斯酒店和布魯克林音樂學院與無言樂團（Wordless Music Orchestra）演奏《戀愛雞尾酒》的電影配樂。諾拉·瓊絲在紐約客串演唱，而喬安娜·紐森則在洛杉磯。
2018年2月，布利昂為約翰·穆拉尼開場，作為穆拉尼的特別節目《俊小夥兒》（Kid Gorgeous）的一部分。布利昂在穆拉尼的紐約市巡迴演出期間進行了表演，並用無線電城的大型沃立舍管風琴演奏了經典搖滾歌曲。

## 個人生活
布利昂在洛杉磯生活、工作。

## 作品

### 獨唱
- 《毫無意義（英语：Meaningless (album)）》（2001年）

### 蝙蝠樂團
- 蝙蝠－《你怎麼流行？（英语：How Pop Can You Get?）》（1982年）

### 灰人樂團
- 灰人（英语：The Grays (band)）－《羅心寶（英语：Ro Sham Bo (album)）》（1994年）

### 電影配樂
- 《賭國驚爆》（與邁克爾·賓（英语：Michael Penn）一起）（1996年）
- 《心靈角落》（1999年）
- 《戀愛雞尾酒》（2002年）
- 《王牌冤家》（2004年）
- 《心靈偵探社（英语：I Heart Huckabees）》（2004年）
- 《同床異夢（英语：The Break-Up）》（2006年）
- 《紐約浮世繪（英语：Synecdoche, New York）》（2008年）
- 《爛兄爛弟（英语：Step Brothers (film)）》（2008年）
- 《Glago's Guest（英语：Glago's Guest）》（2008年）[14]
- 《B咖戰警》（2010年）
- 《色獄心機（英语：Stone (2010 film)）》（2010年）（主題曲創作）
- 《戀愛離線中（英语：The Future (film)）》（2011年）
- 《派拉諾曼：靈動小子》（2012年）
- 《40惑不惑？》（2012年）
- 《一支小藍傘》（2013年）
- 《百萬精先生》（2013年）
- 《玩命賭徒（英语：The Gambler (2014 film)）》（2014年）
- 《姐姐愛最大》（2015年）
- 《約翰·穆拉尼：復出的孩子》（2015年）
- 《Curmudgeons（英语：Curmudgeons (film)）》（2016年）
- 《威爾森（英语：Wilson (2017 film)）》（2017年）
- 《淑女鳥》（2017年）
- 《囧叔大翻身（英语：Sink or Swim (2018 film)）》（2018年）
- 《摯友維尼》（2018年）（與傑夫·澤內利（英语：Geoff Zanelli）一起）
- 《大愚樂家（英语：Fool's Paradise (2023 film)）》（2023年）

### 製作與客串
| 年份 | 專輯                                                                                 | 音樂家或團體                                    | 詳細內容 | 來源   |
| ---- | ------------------------------------------------------------------------------------ | ----------------------------------------------- | --- | ------ |
| 1989 | 《玲莫莫》（Rei Momo）                                                               | 大衛·伯恩                                       | 在《我知道有時人是錯的》（"I Know Sometimes a Man Is Wrong"）中演奏簧風琴                                                             | [ 15 ] |
| 1993 | 《破玩具店》（Broken Toy Shop）                                                      | E                                               | 在《閃耀一切》（"Shine It All On"）中使用背景聲樂                                                                                     |        |
| 1993 | 《Whatever》                                                                         | 艾美·曼恩                                       | 聯合製作人、合著者（三首曲目）、演奏貝斯、吉他、鼓、鍵盤、合成器、鋼琴及使用背景聲樂等                                                | [ 16 ] |
| 1993 | 《週二是永恆》（Tuesdays Are Forever）                                               | D.D. Wood                                       | 演奏簧風琴 | [ 16 ] |
| 1993 | 《覆水難收》                                                                         | 水母                                            | 在其中八首曲目裡演奏吉他 | [ 16 ] |
| 1993 | 《In Thrall》                                                                        | 莫瑞·阿塔韋（Murray Attaway）                   | 演奏貝司、吉他、美樂特朗、鋼琴、顫音琴                                                                                                | [ 16 ] |
| 1993 | 《為敗者喝彩》（Here's to the Losers）                                               | Love Jones                                      | 演奏鍵盤、合成器、電風琴、顫音琴 | [ 16 ] |
| 1994 | 《愛的吐露》（Love Spit Love）                                                       | 愛的吐露（Love Spit Love）                      | 使用鍵盤、鋼琴、弦樂編曲 | [ 16 ] |
| 1995 | 《強效鎮痛》（Powerful Pain Relief）                                                 | Love Jones                                      | 演奏鍵盤、合成器、鋼琴、管風琴 | [ 16 ] |
| 1995 | 《我不知道我為什麼要這樣做》（I Don't Know Why I Act This Way）                      | 朱德·科爾（Jude Cole）                          | 吉他、鍵盤、簧風琴、蒸汽笛風琴 | [ 16 ] |
| 1995 | 《為了哈利的愛，每個人都唱尼爾森》（For the Love of Harry: Everybody Sings Nilsson） | 多位音樂家                                      | 為艾美·曼恩的《One》製作、配器 | [ 16 ] |
| 1995 | 《I'm with Stupid》                                                                  | 艾美·曼恩                                       | 製作人、合著者（五首曲目）、演奏吉他、鼓和打擊樂器、鍵盤、大提琴、口琴、背景聲樂                                                      | [ 16 ] |
| 1996 | 《Come and Get It: A Tribute to Badfinge》                                           | Cherry Twister                                  | 製作人、配器、背景聲樂 | [ 16 ] |
| 1996 | 《潮汐》（Tidal）                                                                    | 費歐娜·艾波                                     | 吉他、鍵盤、顫音琴、大頭釘鋼琴、馬林巴                                                                                                | [ 16 ] |
| 1996 | 《Braver Newer World》                                                               | 吉米·戴爾·吉爾摩（Jimmie Dale Gilmore）         | 吉他、貝斯、奧普提根 | [ 16 ] |
| 1996 | 《This Can't Be Life》                                                               | 狂野殖民者（Wild Colonials）                    | 吉他、錢柏林電子琴、風琴 | [ 16 ] |
| 1996 | 《甜蜜的救濟 II：局勢的嚴重性》（Sweet Relief II: Gravity of the Situation）         | 多位音樂家                                      | 奧普提根、為喬·亨利（Joe Henry）和瑪丹娜的《罪惡關聯》（"Guilty by Association"）演奏顫音琴                                           | [ 16 ] |
| 1996 | 《蘇珊娜·霍夫斯》                                                                    | 蘇珊娜·霍夫斯                                   | 吉他、貝斯、鍵盤、打擊樂器、鼓 | [ 16 ] |
| 1996 | 《比你更漂亮》（Prettier Than You）                                                  | 布萊恩·史蒂文斯（Brian Stevens）                | 吉他、電翼琴 | [ 16 ] |
| 1996 | 《幻影藍調》（Phantom Blues）                                                        | 泰基·馬哈（Taj Mahal）                          | 吉他、錢柏林電子琴 | [ 16 ] |
| 1996 | 《Omnipop (It's Only a Flesh Wound Lambchop)》                                       | 姍姆·菲利浦斯                                   | 吉他、貝斯、錢柏林電子琴、鼓、鋼琴 | [ 16 ] |
| 1996 | 《美麗的怪胎》（Beautiful Freak）                                                    | Eels                                            | 聯合製作人、吉他、鍵盤、長號、工程、《尚未準備好》（"Not Ready Yet"）的合著者                                                         | [ 16 ] |
| 1996 | 《Just Say Noël》                                                                    | 多位音樂家                                      | 與邁克爾·賓聯合製作艾美·曼恩的《Christmastime》                                                                                       | [ 16 ] |
| 1997 | 《Shaken and Stirred: The David Arnold James Bond Project》                          | 含大衛·阿諾在內的多位音樂家                     | 吉他、錫塔琴、為艾美·曼恩的《Nobody Does It Better)》演奏簧風琴                                                                       | [ 16 ] |
| 1997 | 《The Mommyheads》                                                                   | Mommyheads                                      | 鍵盤 | [ 16 ] |
| 1997 | 《Megiddo》                                                                          | 勞倫·霍夫曼                                     | 鍵盤、風琴、顫音琴 | [ 16 ] |
| 1997 | 《Little Head》                                                                      | 約翰·希亞特                                     | 鍵盤、顫音琴 | [ 16 ] |
| 1997 | 《林肯》                                                                             | 林肯樂團                                        | 吉他、鍵盤 | [ 16 ] |
| 1997 | 《告別》（Farewell）                                                                 | Uma                                             | 吉他、鍵盤 | [ 16 ] |
| 1997 | 《Eighteen Over Me》                                                                 | 蓋瑞森·史塔爾                                   | 風琴、顫音琴 | [ 16 ] |
| 1997 | 《10 Cent Wing》                                                                     | 喬納森·布魯克                                   | 吉他 | [ 16 ] |
| 1998 | 《XO》                                                                               | 艾略特·史密斯                                   | 在其中兩首曲目裡演奏顫音琴和鍵盤 | [ 16 ] |
| 1998 | 《Two Kinds of Laughter》                                                            | 莎拉·希克曼                                     | 《誤打誤撞的冷酷》（"Coolness by Mistake"）的聯合作曲家                                                                               | [ 16 ] |
| 1998 | 《Songs From The Pipe》                                                              | 衝浪者樂團（The Surfers）                       | 吉他、鍵盤、背景聲樂 | [ 16 ] |
| 1998 | 《雙面情人》原聲帶                                                                   | 多位音樂家                                      | 製作人、艾美·曼恩的《Amateur》合著者                                                                                                  | [ 16 ] |
| 1998 | 《一人有一點顏色：電影原聲帶》                                                       | 多位音樂家                                      | 為費歐娜·艾波的《Across the Universe》和《Please Send Me Someone to Love》製作、配器、混音                                            | [ 16 ] |
| 1998 | 《Kool Trash》                                                                       | 普利姆靈魂（The Plimsouls）                     | 鋼琴、風琴 | [ 16 ] |
| 1998 | 《Jubilee》                                                                          | 格蘭特·李·布法羅                                | 鋼琴、錢柏林電子琴、顫音琴、簧風琴、奧普提根、大頭釘鋼琴                                                                              | [ 16 ] |
| 1998 | 《Got No Shadow》                                                                    | 瑪莉·盧·洛德                                    | 簧風琴、錢柏林電子琴 | [ 16 ] |
| 1998 | 《電擊藍調》（Electro-Shock Blues）                                                  | Eels                                            | 在《攀登月球》（"Climbing to the Moon"）中演奏錢柏林電子琴和風琴                                                                      | [ 16 ] |
| 1998 | 《Burning the Daze》                                                                 | 馬克·科恩（marc cohn）                          | 簧風琴、口琴 | [ 16 ] |
| 1998 | 《祝願骨》（Wishbone）                                                               | 埃萊尼·曼德爾                                   | 聯合製作人、吉他、鍵盤、美樂特朗、貝斯、伴唱、風琴、斑鳩琴、鼓、滑音管吉他、顫音琴、鋼片琴、說話盒子                                  | [ 17 ] |
| 1999 | 《洛福斯·溫萊特》                                                                    | 洛福斯·溫萊特                                   | 製作人、附加工程、顫音琴、馬林巴、鍵盤、手風琴、貝斯、吉他、風琴、伴唱、打擊樂器、鋼片琴、曼陀林                                      | [ 18 ] |
| 1999 | 《Word of Mouth Parade》                                                             | Gus                                             | 吉他、曼陀林、鍵盤 | [ 16 ] |
| 1999 | 《當一個小兵》                                                                       | 費歐娜·艾波                                     | 製作人、吉他、貝斯、鍵盤、顫音琴、鼓、打擊樂器、混音                                                                                  | [ 16 ] |
| 1999 | 《On How Life Is》                                                                   | 梅茜·葛蕾                                       | 吉他、電子鍵盤和合成器、鋼琴、顫音琴                                                                                                  | [ 16 ] |
| 1999 | 《Jewels for Sophia》                                                                | 羅比恩·希區柯克                                 | 聯合製作人、貝斯、鼓和打擊樂器、鍵盤、風琴、背景聲樂、工程                                                                            | [ 16 ] |
| 1999 | 《幻想》（Imaginate）                                                                | 泰瑟瑞德（Taxiride）                            | 錢柏林電子琴 | [ 16 ] |
| 1999 | 《Fight Songs》                                                                      | Old 97's                                        | 在《Murder (Or a Heart Attack)》中演奏風琴                                                                                            | [ 16 ] |
| 1999 | 《心靈角落：電影原聲帶》                                                             | 艾美·曼恩                                       | 聯合製作人、《Build That Wall》的合著者、《木蘭花》的作曲家、吉他、鍵盤、風琴、打擊樂器、鐘琴、背景聲樂                               | [ 16 ] |
| 1999 | 《心靈角落》配樂                                                                     | 本人                                            | 作曲家 | [ 16 ] |
| 1999 | 《Breakdown》                                                                        | 梅麗莎·伊瑟麗姬                                 | 吉他 | [ 16 ] |
| 1999 | 《派對之後》（After The Party）                                                      | The Menzingers                                  | 吉他 | [ 16 ] |
| 2000 | 《雙脣：失去的專輯》（Two Lips: The Lost Album）                                     | 丹·卡斯泰蘭尼塔                                 | 吉他、薩氏管 | [ 16 ] |
| 2000 | 《Tonight and the Rest of My Life》                                                  | 妮娜·戈登（Nina Gordon）                        | 貝斯、吉他、鍵盤、風琴 | [ 16 ] |
| 2000 | 《泰迪·湯普森》（Teddy Thompson）                                                    | 泰迪·湯普森                                     | 在其中兩首曲目裡演奏吉他 | [ 16 ] |
| 2000 | 《From There to Here》                                                               | 約翰·奧斯桑卡（John Oszajca）                   | 吉他 | [ 16 ] |
| 2000 | 《Figure 8》                                                                         | 艾略特·史密斯                                   | 在《幸福／貢多拉人》（"Happiness/The Gondola Man"）中使用背景聲樂                                                                     | [ 16 ] |
| 2000 | 《Breach》                                                                           | 壁花                                            | 額外的音樂家 | [ 16 ] |
| 2000 | 《學士第2號或，渡渡鳥的最後殘骸》（Bachelor No. 2 or、the Last Remains of the Dodo） | 艾美·曼恩                                       | 聯合製作人、吉他、鼓和打擊樂器、鍵盤、背景聲樂                                                                                        | [ 16 ] |
| 2000 | 《A Star for Bram》                                                                  | 羅比恩·希區柯克                                 | 製作人、貝斯、吉他、鼓、鍵盤、鋼琴、背景聲樂                                                                                          | [ 16 ] |
| 2001 | 《Trust No One》                                                                     | 戴夫·納瓦羅（Dave Navarro）                     | 在《悼念之子》（"Mourning Son"）中演奏滑軌貝斯並在其前奏使用聲樂、在《Very Little Daylight》中演奏吉他                                | [ 16 ] |
| 2001 | 《Tweekend》                                                                         | 水晶療法                                        | 貝斯、吉他、鼓、鍵盤、工程、為《Over the Line》混音                                                                                   | [ 16 ] |
| 2001 | 《The Herethereafter》                                                               | 米蘭達·李·理查茲（Miranda Lee Richards）        | 製作人、貝斯、吉他、錢柏林電子琴、鐘、奧普提根、馬氏琴、工程                                                                          | [ 16 ] |
| 2001 | 《毫無意義》                                                                         | 本人                                            | 製作人、主唱、貝斯、吉他、鼓、鍵盤 | [ 16 ] |
| 2002 | 《Up》                                                                               | 彼得·蓋布瑞                                     | 在《More Than This》中演奏曼陀林和錢柏林電子琴                                                                                        | [ 16 ] |
| 2002 | 《The Last DJ》                                                                      | 湯姆·佩蒂與傷心人樂團                           | 改編為管弦樂曲、指揮家 | [ 16 ] |
| 2002 | 《The Instigator》                                                                   | 瑞特·米勒                                       | 製作人、貝斯、吉他、鼓、鋼琴、風琴、顫音琴、背景聲樂、《消失的事物》（"Things That Disappear"）的聯合作曲家                           | [ 16 ] |
| 2002 | 《Robyn Sings》                                                                      | 羅比恩·希區柯克                                 | 吉他 | [ 16 ] |
| 2002 | 《不安的夜晚》（Restless Night）                                                     | 茱莉安娜·雷伊（Julianna Raye）                  | 鋼琴 | [ 16 ] |
| 2002 | 《No Fear》                                                                          | 阿布拉·摩爾（Abra Moore）                       | 貝斯、吉他、鼓、鍵盤 | [ 16 ] |
| 2002 | 《拉戈》（Largo）                                                                    | 布拉德·梅爾道                                   | 製作人、吉他、吉他合成器、預置鋼琴、錢柏林電子琴、打擊樂器、《Dropjes》的共同作曲家                                                   | [ 16 ] |
| 2002 | 《Kissin Time》                                                                      | 瑪莉安·菲絲佛                                   | 鼓、鍵盤、錢柏林電子琴、鋼片琴、簧風琴                                                                                                | [ 16 ] |
| 2002 | 《Have You Fed the Fish?》                                                           | 塗鴉男孩（Badly Drawn Boy）                     | 貝斯、吉他、鍵盤、錢柏林電子琴、改編為管弦樂曲、指揮家                                                                                | [ 16 ] |
| 2002 | 《愛麗絲·皮考克》                                                                    | 愛麗絲·皮考克（alice peacock）                  | 吉他、風琴 | [ 16 ] |
| 2002 | 《戀愛雞尾酒》原聲帶                                                                 | 本人                                            | 製作人、聲樂、作曲、配器、混音 | [ 16 ] |
| 2002 | 《非關男孩》原聲帶                                                                   | 塗鴉男孩                                        | 貝斯、吉他、顫音琴、背景聲樂 | [ 16 ] |
| 2003 | 《To Whom It May Concern》                                                           | 麗莎·瑪麗·普里斯萊                              | 在《Lights Out》中演奏吉他 | [ 16 ] |
| 2003 | 《第十三步》（Thirteenth Step）                                                      | 完美集團（A Perfect Circle）                    | 為《愛我的護士》（"The Nurse Who Loved Me"）配器                                                                                      | [ 16 ] |
| 2003 | 《返回地球》（Return to Planet Earth）                                               | 基姆·福克斯（Kim Fox）                          | 吉他、烏克麗麗、鋼片琴 | [ 16 ] |
| 2003 | 《Luxor》                                                                            | 羅比恩·希區柯克                                 | 《你讓我想起你》（"You Remind Me of You"）的客座音樂家                                                                                | [ 16 ] |
| 2003 | 《Blondes Prefer the Gentlemen》                                                     | The Gentlemen                                   | 錢柏林電子琴、美樂特朗 | [ 16 ] |
| 2003 | 《Baby I'm Bored》                                                                   | 埃文·丹多                                       | 聯合製作人、合著者（五首曲目）、配器                                                                                                  | [ 16 ] |
| 2003 | 《阿莫拉瑪》（Amorama）                                                              | 埃莉卡·加西亞（Érica García）                   | 吉他、鍵盤、取樣 | [ 16 ] |
| 2004 | 《Virginia Creeper》                                                                 | 格蘭特-李·菲利浦斯（Grant-Lee Phillips）        | 烏克麗麗 | [ 16 ] |
| 2004 | 《The Giant Pin》                                                                    | 內爾斯·克萊恩歌手樂團（The Nels Cline Singers） | 錢柏林電子琴、簧風琴、鋼片琴、取樣 | [ 16 ] |
| 2004 | 《王牌冤家》原聲帶                                                                   | 本人                                            | 製作人、聲樂、作曲、配器、混音 | [ 16 ] |
| 2004 | 《Mutual Admiration Society》                                                        | Mutual Admiration Society樂團                   | 合著者（兩首曲目） | [ 16 ] |
| 2004 | 《心靈偵探社》原聲帶                                                                 | 本人                                            | 製作人、聲樂、作曲、配器、混音 | [ 16 ] |
| 2004 | 《繁榮軍團》（Legion of Boom）                                                       | 水晶療法                                        | 在《Realizer》中演奏吉他 | [ 16 ] |
| 2004 | 《從山上的地下室》（From a Basement on the Hill）                                    | 艾略特·史密斯                                   | 附加錄音 | [ 16 ] |
| 2004 | 《Everyone Is Here》                                                                 | 芬恩兄弟（Finn Brothers）                       | 聯合製作人、吉他、鼓、簧風琴、風琴、打擊樂器、電腦合成                                                                                | [ 16 ] |
| 2004 | 《A Strange Mess of Flowers》                                                        | 大衛·格爾扎（Davíd Garza）                      | 鍵盤 | [ 16 ] |
| 2005 | 《Winter Pays for Summer》                                                           | 格倫·菲利普斯（Glen Phillips）                  | 吉他、玩具鋼琴 | [ 16 ] |
| 2005 | 《Self Help Serenade》                                                               | Marjorie Fair                                   | 貝斯、鼓、鋼琴 | [ 16 ] |
| 2005 | 《遲來的註冊》                                                                       | 肯伊·威斯特                                     | 《the keys right now》的聯合執行製作人、配器、弦樂和銅管樂編曲、                                                                      | [ 16 ] |
| 2005 | 《Fires》                                                                            | 納瑞娜·帕羅（Nerina Pallot）                    | 吉他、鍵盤 | [ 16 ] |
| 2005 | 《Fate Is the Hunter》                                                               | 凱特·厄爾（Kate Earl）                          | 風琴 | [ 16 ] |
| 2005 | 《超凡製造機》                                                                       | 費歐娜·艾波                                     | 聯合製作人（兩首曲目）、貝斯、馬林巴、改編為管弦樂曲                                                                                  | [ 16 ] |
| 2005 | 《Can'tneverdidnothin'》                                                             | 妮卡·酷絲塔（Nikka Costa）                      | 在《I Gotta Know》中演奏風琴、《Happy in the Morning》中演奏合成器                                                                    | [ 16 ] |
| 2005 | 《愛情毒藥》                                                                         | 瑪莉安·菲絲佛                                   | 《石英之城》（"City of Quartz"）的合著者                                                                                              | [ 16 ] |
| 2006 | 《Wait》                                                                             | 歡喜作樂分子（The Polyphonic Spree）            | 製作人 | [ 16 ] |
| 2006 | 《信徒》（The Believer）                                                             | 瑞特·米勒                                       | 《我相信她在撒謊》（"I Believe She's Lying"）的合著者、貝斯、吉他、錢柏林電子琴、鋼琴,                                                | [ 16 ] |
| 2006 | 《遲來的協調》（Late Orchestration）                                                 | 肯伊·威斯特                                     | 製作人 | [ 16 ] |
| 2006 | 《友誼之火》                                                                         | 西恩·藍儂                                       | 貝斯、吉他、鼓、風琴 | [ 16 ] |
| 2006 | 《Blinders On》                                                                      | 西恩·瓦特金斯（Sean Watkins）                   | 鋼琴 | [ 16 ] |
| 2007 | 《畢業特典》                                                                         | 肯伊·威斯特                                     | 《醉酒辣妹》（"Drunk and Hot Girls"）的聯合製作人、在《I Wonder》中演奏鍵盤、在《Homecoming》中演奏打擊樂器                           | [ 16 ] |
| 2007 | 《Ga Ga Ga Ga Ga》                                                                   | Spoon                                           | 製作、貝斯、在《失敗者》（"The Underdog"）中演奏錢柏林電子琴                                                                          | [ 16 ] |
| 2007 | 《Fuzzbox》                                                                          | 部門四重奏（The Section Quartet）               | 《Phenomena》的製作人 | [ 16 ] |
| 2008 | 《罪惡之牙》（Tooth of Crime）                                                       | T-本恩·本內特 （T Bone Burnett）                | 錢柏林電子琴、中音吉他 | [ 16 ] |
| 2008 | 《紐約浮世繪》原聲帶                                                                 | 本人                                            | 製作人、聲樂、作曲、配器、混音 | [ 16 ] |
| 2008 | 《我心歸處》（Safe Trip Home）                                                       | 蒂朵                                            | 聯合製作人、合著者（五首曲目）、貝斯、吉他、鼓、鍵盤、鋼琴、鋼片琴、口琴、附加打擊樂器、改編為管弦樂曲、指揮家、混音                  | [ 16 ] |
| 2008 | 《Perfect Symmetry》                                                                 | 基音樂團                                        | 《You Haven't Told Me Anything》的聯合製作人                                                                                          | [ 16 ] |
| 2008 | 《讓它來找你》（Let It Come to You）                                                 | 泰勒·伊格斯提（泰勒·伊格斯提）                  | 《尚未準備好》（"Not Ready Yet"）的合著者                                                                                             | [ 16 ] |
| 2008 | 《Big Bad World》                                                                    | 就是白樂團（Plain White T's）                   | 在《1, 2, 3, 4》中演奏錢柏林電子琴 | [ 16 ] |
| 2009 | 《莎拉·沃特金斯》                                                                    | 莎拉·沃特金斯                                   | 《同樣的錯誤》的作者、吉他 | [ 16 ] |
| 2009 | 《瑞特·米勒》                                                                        | 瑞特·米勒                                       | 貝斯、吉他 | [ 16 ] |
| 2009 | 《夜幕下的分界線》（Divided by Night）                                               | 水晶療法                                        | 在《夜幕下的分界線》（"Divided by Night"）中演奏合成器、在《正弦語言》（"Sine Language"）中演奏馬氏琴                                 | [ 16 ] |
| 2009 | 《克莉絲緹娜·克丁》                                                                  | 克莉絲緹娜·克丁（Christina Courtin）            | 貝斯、吉他、錢柏林電子琴、馬氏琴 | [ 16 ] |
| 2009 | 《純然芬芳》（Balm in Gilead）                                                       | 里基·李·瓊斯                                    | 貝斯、吉他 | [ 16 ] |
| 2009 | 《An Eluardian Instance (Jon Brion Remix EP)》                                       | of Montreal與本人                               | 製作人、作曲、配器、混音 | [ 16 ] |
| 2010 | 《老而彌堅》（Mean Old Man）                                                         | 傑瑞·李·劉易斯                                  | 貝斯、吉他 | [ 16 ] |
| 2010 | 《密謀者》（Intriguer）                                                              | 擠屋                                            | 在《Twice if You're Lucky》中演奏吉他和人聲樣本                                                                                       | [ 16 ] |
| 2010 | 《公路騎士》（Highway Rider）                                                        | 布拉德·梅爾道                                   | 製作人、混音 | [ 16 ] |
| 2010 | 《假行僧》                                                                           | of Montreal                                     | 聯合製作人、鼓、鍵盤、合成器、混音、工程                                                                                              | [ 16 ] |
| 2010 | 《Dirty Baby》                                                                       | 內爾斯·克萊恩                                   | 電鋼琴、背景聲樂 | [ 16 ] |
| 2010 | 《Cho Dependent》                                                                    | 趙牡丹                                          | 聯合製作人、合著者、吉他、鼓、鋼琴、在《Enemies》中使用背景聲樂                                                                       | [ 16 ] |
| 2010 | 《Chickens in Love》                                                                 | 多位音樂家                                      | 與衝撞兄弟樂團（Punch Brothers）演唱費歐娜·艾波的《So Sleepy (The Gummy Bears)》                                                      | [ 16 ] |
| 2010 | 《Antifogmatic》                                                                     | 衝撞兄弟樂團                                    | 製作人、混音、工程 | [ 16 ] |
| 2011 | 《The Interpreter: Live at Largo》                                                   | 瑞特·米勒                                       | 吉他、鼓、鋼琴、背景聲樂 | [ 16 ] |
| 2011 | 《對巴迪·霍利贊不絕口》（Rave On Buddy Holly）                                       | 多位音樂家                                      | 與費歐娜·艾波製作《每一天》（"Everyday"）並演奏聲樂、吉他、打擊樂器                                                                   | [ 16 ] |
| 2011 | 《Belle》                                                                            | 碧可·羅嘉（Bic Runga）                          | 吉他、合成器、落地鼓 | [ 16 ] |
| 2011 | 《阿舍正傳：電影原聲帶》                                                             | 多位音樂家                                      | 班傑明·吉巴德（Benjamin Gibbard）的《Where Our Destination Lies》、《When The Sun Goes Down》的製作人                                 | [ 16 ] |
| 2011 | 《聖誕佳輯》                                                                         | 麥可·布雷                                       | 改編《你是我最想要的聖誕禮物》為管弦樂曲                                                                                              | [ 16 ] |
| 2012 | 《40惑不惑？》原聲帶                                                                 | 多位音樂家                                      | 《Theme 1 (Debbie and Oliver)》的製作人、作曲人、樂器演奏者                                                                           | [ 16 ] |
| 2012 | 《花漾年華：甜心全記錄》                                                             | 凱蒂·佩芮                                       | 《離開的人是你》（原聲）的製作人、樂器演奏者                                                                                          | [ 16 ] |
| 2012 | 《唯一歸宿》（The Only Place）                                                       | 完美海岸樂團                                    | 製作人、貝斯、吉他、鍵盤、打擊樂器 | [ 16 ] |
| 2012 | 《浴火重生》                                                                         | 頑強的D                                         | 在《The Ballad of Hollywood Jack and the Rage Kage》中演奏貝斯、合成器和美樂特朗                                                      | [ 16 ] |
| 2012 | 《Pines》                                                                            | 美麗瞬間                                        | 貝斯、吉他、鍵盤、簧風琴 | [ 16 ] |
| 2012 | 《派拉諾曼：靈動小子》 原聲帶                                                        | 本人                                            | 製作人、作曲、配器、指揮家 | [ 16 ] |
| 2012 | 《Ghost》                                                                            | 史蓋·芙蕾拉                                     | 《Ghost》的聯合製作人和合著者 | [ 16 ] |
| 2012 | 《Floratone II》                                                                     | Floratone                                       | 鍵盤 | [ 16 ] |
| 2013 | 《Tim McGraw & Friends》                                                             | 提姆·麥克羅                                     | 《Middle Age Crazy》的特邀音樂家 | [ 16 ] |
| 2013 | 《巴茲·魯曼的大亨小傳電影原聲帶》                                                    | 多位音樂家                                      | 艾蜜莉·珊黛和布萊恩費瑞管弦樂團（The Bryan Ferry Orchestra）演唱的《Crazy in Love》的製作人                                           | [ 16 ] |
| 2013 | 《為愛遠颺》（Girl Who Got Away）                                                    | 蒂朵                                            | 聯合製作人、《漂泊》（Lost）的合著者、鍵盤、改編為管弦樂曲、指揮家、混音                                                              | [ 16 ] |
| 2013 | 《星夢傳奇》（Dreamchaser）                                                          | 莎拉·布萊曼                                     | 吉他、鋼琴、鋼片琴、顫音琴 | [ 16 ] |
| 2013 | 《Division Street》                                                                  | 哈波·西蒙（Harper Simon）                       | 吉他、合成器 | [ 16 ] |
| 2013 | 《Night Time, My Time B-Sides: Part I》                                              | 史蓋·芙蕾拉                                     | 《I'm on Top》和《Werewolf (I Like You)》的製作人和合著者                                                                             | [ 16 ] |
| 2014 | 《Rock & Roll Time》                                                                 | 傑瑞·李·劉易斯                                  | 吉他 | [ 16 ] |
| 2014 | 《Heigh Ho》                                                                         | 布雷克·米爾斯（Blake Mills）                    | 鋼琴、提普琴 | [ 16 ] |
| 2016 | 《Young in All the Wrong Ways》                                                      | 莎拉·沃特金斯                                   | 貝斯、吉他、鋼琴、鋼片琴、美樂特朗 | [ 16 ] |
| 2016 | 《檸檬特調》                                                                         | 碧昂絲                                          | 改編為管弦樂曲 | [ 16 ] |
| 2016 | 《Rainbow Ends》                                                                     | 艾密特·羅茲（Emitt Rhodes）                     | 在《Dog on a Chain》中演奏吉他 | [ 16 ] |
| 2016 | 《Blonde》                                                                           | 法蘭克·奧申                                     | 聯合製作人、鍵盤、改編為管弦樂曲、電腦合成鼓樂                                                                                        | [ 16 ] |
| 2017 | 《The Dream》                                                                        | Tashaki Miyaki                                  | 音樂家 | [ 16 ] |
| 2017 | 《淑女鳥》原聲帶                                                                     | 本人                                            | 製作人、作曲、配器 | [ 16 ] |
| 2018 | 《混亂科技》（Dirty Computer）                                                       | 賈奈兒·夢內                                     | 聯合製作人、《Jane's Dream》的作家、合成器、琴槌                                                                                      | [ 16 ] |
| 2018 | 《游泳》                                                                             | 麥克·米勒                                       | 聯合製作人、《Come Back to Earth》、《Hurt Feelings》、《Perfecto》、《Ladders》、《Small Worlds》、《2009》、《So It Goes.》的合著者 |        |
| 2018 | 《摯友維尼：電影原聲帶》                                                             | 本人與傑夫·澤內利                               | 聯合作曲家 |        |
| 2019 | 《西方之星》（Western Stars）                                                        | 布魯斯·史普林斯汀                               | 吉他、定音鼓、錫塔琴、鋼片琴、鼓、合成器                                                                                              |        |
| 2020 | 《生生不息》                                                                         | 麥克·米勒                                       | 在穆勒去世後完成製作 | [ 8 ]  |
| 2023 | 《Joy'All》                                                                          | 珍妮·劉易斯（Jenny Lewis）                      | 錢柏林電子琴 | [ 20 ] |

## 外部連結
- Jon Brion Discography
- Jon Brion在互联网电影资料库（IMDb）上的資料（英文）
- Jon Brion在MusicBrainz上的頁面（英文）
- Embrionic Press: Jon Brion articles（存於網際網路檔案館）
- Jon Brion Fan Page （页面存档备份，存于）